# فرانسيسكو زيلايا
فرانسيسكو زيلايا (بالإسبانية: José Francisco Zelaya y Ayes)‏ (و. 1798 – 1848 م) هو سياسي من .